# OMX Helsinki 25

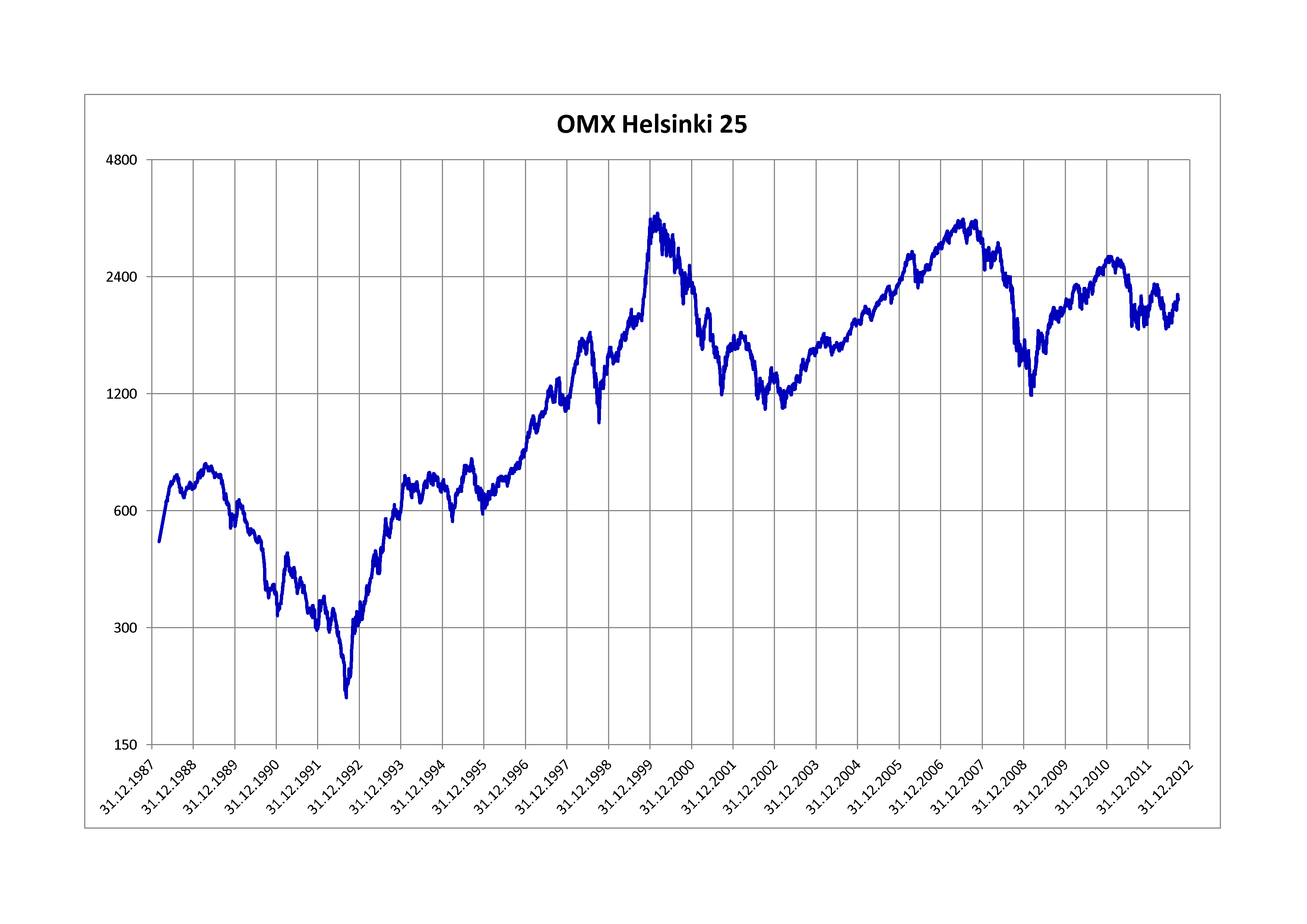
Evolução da OMX Helsinki 25 entre 1988 até 2012.

OMX Helsinki 25 ou HEX25 é o principal índice da Bolsa de Valores de Helsínquia, foi criado em 4 de março de 1988 e atualmente é composto por 25 empresas.
O peso máximo de uma única ação de uma companhia no índice é de 10%, isso foi criado para diminuir o peso na Nokia no índice.
O valor das ações utilizado para se calcular o valor de mercado de uma determinada empresa é apurado a cada trimestre.

## Empresas Listados no Índice
Essas são as 25 empresas que  compõem o índice em 5 de Agosto de 2016:
| Amer Sports        | AMEAS |
| Cargotec           | CGCBV |
| Elisa              | ELISA |
| Fortum             | FUM1V |
| Huhtamäki          | HUH1V |
| Kesko              | KESBV |
| KONE               | KNEBV |
| Konecranes         | KCR1V |
| Metso              | MEO1V |
| Metsä Board        | METSB |
| Neste              | NES1V |
| Nokia              | NOK1V |
| Nokian Tyres       | NRE1V |
| Nordea             | NDA1V |
| Orion              | ORNBV |
| Outokumpu          | OUT1V |
| Outotec            | OTE1V |
| Sampo              | SAMAS |
| Stora Enso         | STERV |
| Telia              | TLS1V |
| Tieto              | TIE1V |
| UPM                | UPM1V |
| Valmet Corporation | VALMT |
| Wärtsilä           | WRT1V |
| YIT                | YTY1V |